# Олтуш
Олтуш (бел. Олтуш) — агрогородок на крайнем юго-западе Беларуси, в Малоритском районе Брестской области. Административный центр Олтушского сельсовета. Население — 644 человека (2019).

## География
Олтуш находится в 14 км к юго-западу от города Малорита, в 67 км от Бреста. Поселение вытянуто вдоль восточного берега озера Олтушское, на противоположном берегу озера находится деревня Ланская. В 10 км к югу проходит граница с Украиной, в 30 км к западу — с Польшей. Местность принадлежит к бассейну Западного Буга, вокруг агрогородка и озера расположена сеть мелиоративных каналов со стоком в протекающую неподалёку реку Малорита. Через село проходит автодорога Р17 (Брест — граница с Украиной).

## История
Название агрогородка образовалось от этнонима олтуши, служившего в прошлом для обозначения жителей исторической области Олтении, что вероятно связано с проникновением на север некоторой части восточнороманского населения. Первое упоминание в письменных источниках относится к 1546 году. Со времени территориально-административной реформы середины XVI века в Великом княжестве Литовском Олтуш входил в состав Берестейского повета Берестейского воеводства. В 1668 году здесь уже существовала церковь.
В 1783 году построено деревянное здание Спасо-Преображенской церкви, сохранившееся до наших дней.
После третьего раздела Речи Посполитой (1795) в составе Российской империи, поселение входило в состав Брестского уезда. В том же 1795 году Екатерина II даровала имение Олтуш генерал-майору Николаю Ланскому.
В 1854 году в селе было 53 двора и 617 жителей. В 1859 году имение перешло к помещику Алексею Маймескулу. В том же году в церковном доме священник Иоанн Павлович открыл первую на Малоритчине церковно-приходскую школу. В 1872 году на средства владельца имения Алексея Маймескула начала строиться Свято-Алексиевская кладбищенская часовня, освящена в 1873 году.
В 1886 году в Олтуше имелось волостное правление, действовали церковь, часовня, народное училище, трактир, мельница. Село насчитывало 53 дворов и 572 жителя.
Согласно Рижскому мирному договору (1921) деревня вошла в состав межвоенной Польши, была центром гмины Брестского повета Полесского воеводства. C 1939 года в составе БССР, c 12 декабря 1940 года — центр сельсовета. В Великую Отечественную войну с июня 1941 года до 20 июля 1944 года оккупирована немецко-фашистскими захватчиками. 22 июня 1942 года фашисты расстреляли 11 мирных жителей. На фронтах погибли и пропали без вести 22 сельчан. 21 октября 1949 года организован колхоз.

## Культура
- Дом ремёсел
- Историко-краеведческий музей ГУО "Олтушская средняя школа"

## Достопримечательности
- Православная Спасо-Преображенская церковь. Построена из дерева в 1783 году, обновлена в 1862 и 1879 годах. В XIX веке пристроена башня-колокольня. Церковь — памятник народного деревянного зодчества с элементами архитектуры барокко[5].  Историко-культурная ценность Республики Беларусь, шифр 112Г000520
- Свято-Алексиевская кладбищенская часовня. Построена в 1872 году из камня.
- Братская могила советских воинов и партизан (1941-1944)  Историко-культурная ценность Республики Беларусь, шифр 113Д000519. В 1959 году установлен памятник — скульптура воина[5].
- Могила жертв фашизма. Похоронены 11 сельчан, расстрелянных в 1942 году. В 1965 году установлена стела[5].
- Стоянка железного века

Спасо-Преображенская церковь и братская могила включены в Государственный список историко-культурных ценностей Республики Беларусь.

## Галерея

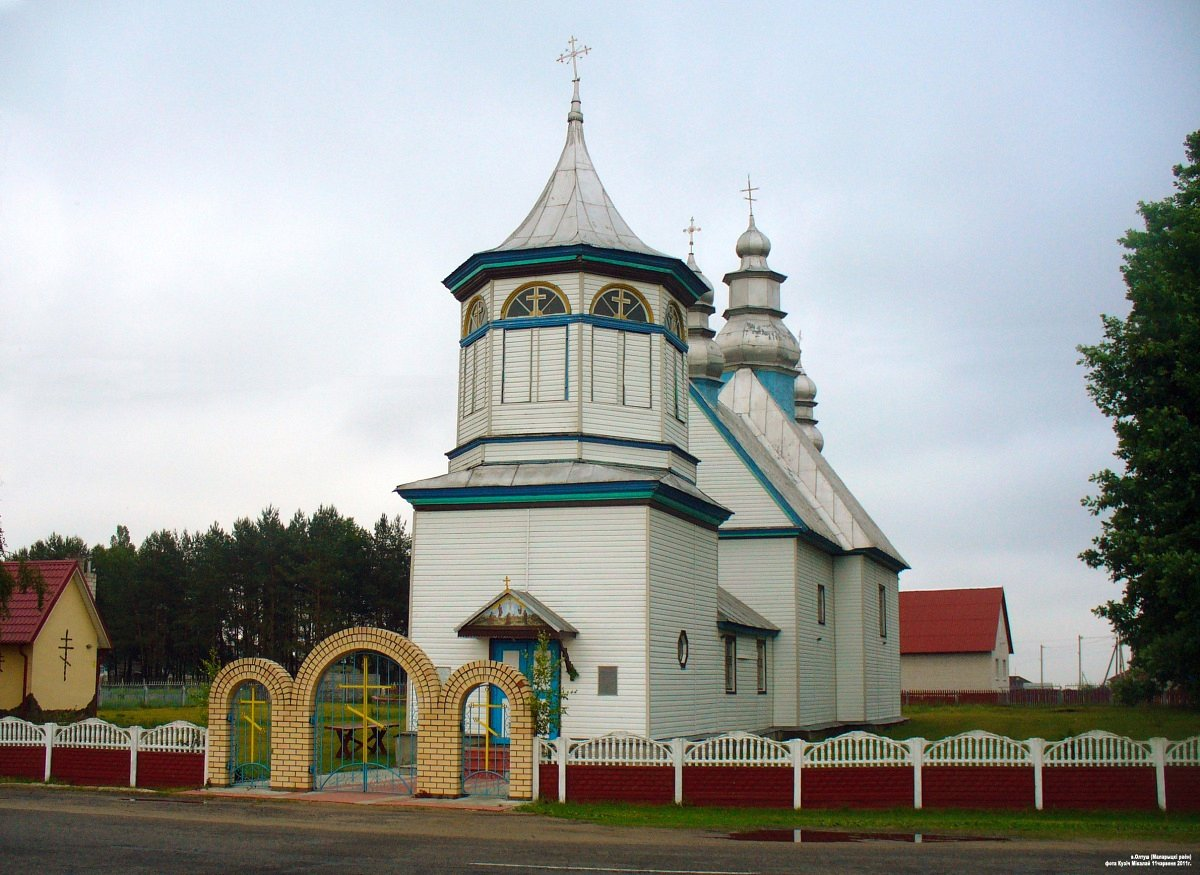
Спасо-Преображенская церковь
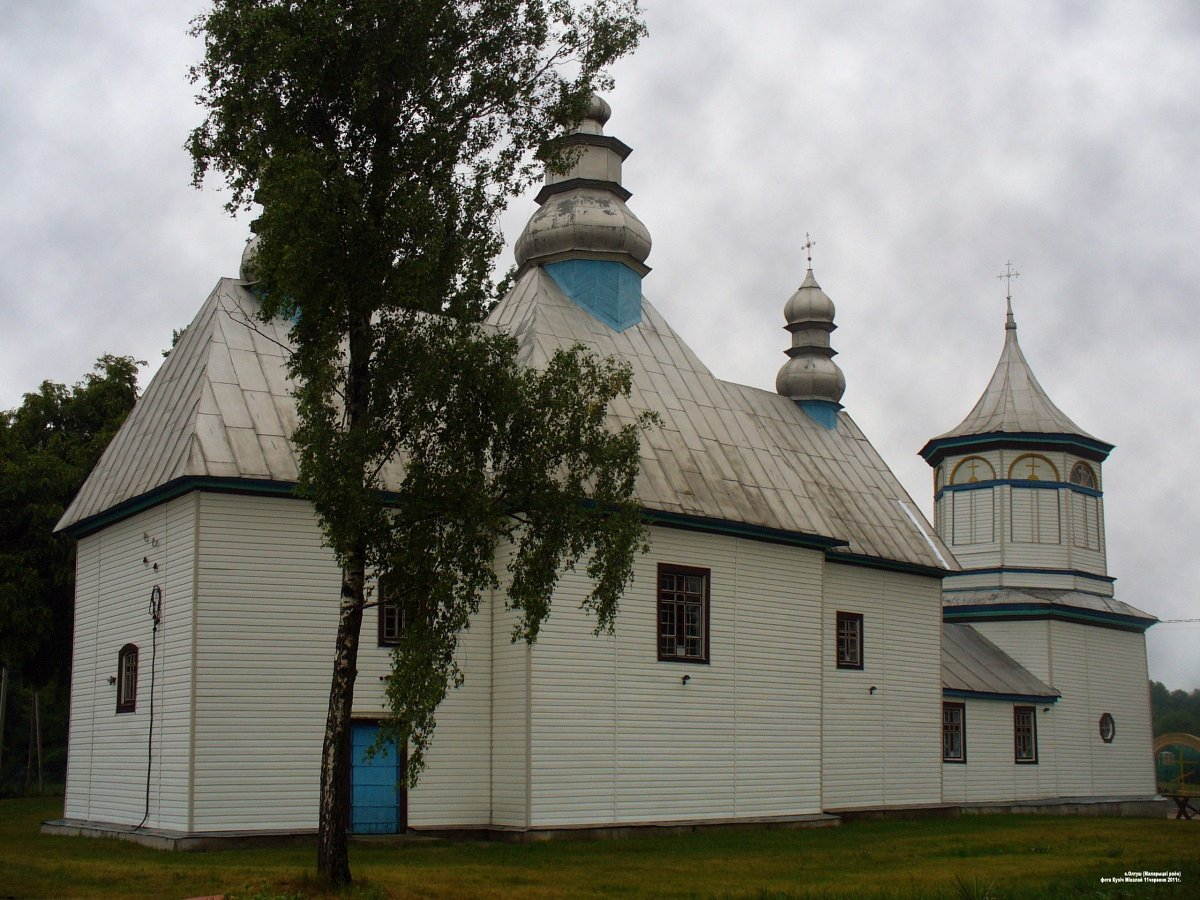
Спасо-Преображенская церковь